# Liste der Mitglieder des Provinziallandtags der Provinz Posen (17. Sitzungsperiode)
Diese Liste gibt einen Überblick über die Mitglieder des Provinziallandtags der preußischen Provinz Posen in der siebzehnten Sitzungsperiode 1874.
Landtagsmarschall war Hans Wilhelm von Unruhe-Bomst, sein Stellvertreter war Stanislaus von Kurnatowski.
| Kurie                    | Wahlbezirk                                         | Abgeordneter                        | Beruf, Ort                                                       | Anmerkung                  |
| ------------------------ | -------------------------------------------------- | ----------------------------------- | ---------------------------------------------------------------- | -------------------------- |
| Inhaber von Virilstimmen |                                                    | Graf Athanasius von Raczynski       |                                                                  | nahm nicht am Landtag teil |
| Inhaber von Virilstimmen |                                                    | Fürst August Anton Sułkowski        |                                                                  | nahm nicht am Landtag teil |
| Ritterschaft             | Kreis Adelnau                                      | Hieronymus von Zablocki             | Rittergutsbesitzer im Kreis Adelnau und Kreisgerichtsrat in Oels |                            |
| Ritterschaft             | Kreis Birnbaum                                     | Otto von Kalkreuth                  | Rittmeister a. D. und Rittergutsbesitzer auf Muchocin            | als Stellvertreter         |
| Ritterschaft             | Kreis Meseritz und Kreis Bomst                     | Freiherr Hans von Unruhe-Bomst      | Landrat und Rittergutsbesitzer auf Bomst                         |                            |
| Ritterschaft             | Kreis Buk und Kreis Obornik                        | Hippolyt von Turno                  | Rittergutsbesitzer auf Objezierze                                | als Stellvertreter         |
| Ritterschaft             | Kreis Fraustadt                                    | Leopold von Heydebrand und der Lasa | Major und Rittergutsbesitzer auf Ober-Röhrsdorf                  |                            |
| Ritterschaft             | Kreis Kosten                                       | Graf Franz Kwilecki                 | Rittergutsbesitzer auf Kobelnik                                  | als Stellvertreter         |
| Ritterschaft             | Kreis Kröben                                       | Sigismund Graf Czarnecki            | Rittergutsbesitzer auf Gogolewo                                  |                            |
| Ritterschaft             | Kreis Krotoschin                                   | Stanislaus von Modlibowski          | Rittergutsbesitzer auf Kromolice                                 |                            |
| Ritterschaft             | Kreis Pleschen                                     | Theodor von Mukulowski              | Rittergutsbesitzer auf Kotlin                                    |                            |
| Ritterschaft             | Kreis Posen                                        | Louis Hoffmeyer                     | Rittergutsbesitzer auf Zlotnik                                   |                            |
| Ritterschaft             | Kreis Samter                                       | Stanislaus von Kurnatowski          | Rittergutsbesitzer auf Pozarowo                                  |                            |
| Ritterschaft             | Kreis Schildberg                                   | Bronislaus von Grabowski            | Rittergutsbesitzer auf Tokarzew                                  |                            |
| Ritterschaft             | Kreis Schrimm                                      | Stanislaus von Chlapowski           | Rittergutsbesitzer auf Szoldry                                   |                            |
| Ritterschaft             | Kreis Schroda                                      | Anastasius von Radonski             | Rittergutsbesitzer auf Krzeslice                                 |                            |
| Ritterschaft             | Kreis Wreschen                                     | Valerian von Hulewicz               | Rittergutsbesitzer auf Mlodziejewice                             | als Stellvertreter         |
| Ritterschaft             | Kreis Bromberg und Kreis Mogilno                   | Ludwig von Tschepe                  | Rittergutsbesitzer auf Broniewice                                |                            |
| Ritterschaft             | Kreis Czarnikau und Kreis Chodziesen               | Herrmann von Leipziger              | Rittergutsbesitzer auf Pietrunke                                 |                            |
| Ritterschaft             | Kreis Gnesen                                       | Franz von Zoltowski                 | Rittergutsbesitzer auf Niechanowo                                | als Stellvertreter         |
| Ritterschaft             | Kreis Inowraclaw                                   | Richard von Roy                     | Landschaftsdirektor und Rittergutsbesitzer auf Wierzbiczany      |                            |
| Ritterschaft             | Kreis Schubin                                      | Eduard Wegner                       | Rittergutsbesitzer auf Zlotowo                                   |                            |
| Ritterschaft             | Kreis Wirsitz                                      | Theodor Martini                     | Rittergutsbesitzer auf Dembowo                                   |                            |
| Ritterschaft             | Kreis Wongrowiec                                   | Wladislaus Szuldrzynsk              | Rittergutsbesitzer und Landschaftsrat auf Sierniki               |                            |
| Städte                   | Stadt Posen                                        | Eduard Kaatz                        | Kaufmann und Stadtrat                                            |                            |
| Städte                   | Stadt Posen                                        | Gustav Reimann                      | Apotheker und Medizinal-Assessor                                 |                            |
| Städte                   | Stadt Fraustadt                                    | August Cleemann                     | Kaufmann und Ratsherr                                            |                            |
| Städte                   | Stadt Lissa                                        | J.A. Moll                           | Kommerzienrat                                                    |                            |
| Städte                   | Stadt Meseritz                                     | Friedrich Wilhelm Scholtz           | Bürgermeister in Meseritz                                        |                            |
| Städte                   | Stadt Rawicz                                       | Karl Emil Sigismund Baum            | Kaufmann und Stadtrat                                            |                            |
| Städte                   | Stadt Bromberg                                     | Julius Musolff                      | Kaufmann                                                         | als Stellvertreter         |
| Städte                   | Stadt Gnesen                                       | Franz Machatius                     | Bürgermeister                                                    |                            |
| Städte                   | der Kreise Obornik, Samter, Buk, und Posen         | Adolf Lubczynski                    | Vorwerksbesitzer in Samter                                       | als Stellvertreter         |
| Städte                   | der Kreise Pleschen, Schroda, Schrimm und Wreschen | Nicodem von Gozdziewski             | Vorwerksbesitzer in Schroda                                      |                            |
| Städte                   | der Kreise Krotoschin, Adelnau, und Schildberg     | Dr. Leopold Hayn                    | Kreisphysikus in Kempen                                          | als Stellvertreter         |
| Städte                   | der Kreise Fraustadt, Kosten und Kröben            | Bernhard Bayer                      | Färbermeister in Kosten                                          | als Stellvertreter         |
| Städte                   | der Kreise Birnbaum, Bomst, und Meseritz           | Friedrich Brutschke                 | Gasthofbesitzer und Beigeordneter in Wollstein                   |                            |
| Städte                   | der Kreise Bromberg, Schubin, und Wirsitz          | Julius Ritter                       | Gutsbesitzer in Nakel                                            | als Stellvertreter         |
| Städte                   | der Kreise Czarnikau, Chodziesen und Wongrowiec    | Theodor Alberti                     | Bürgermeister in Wongrowitz                                      |                            |
| Städte                   | der Kreise Gnesen, Inowractaw und Mogilno          | Julius Schwittay                    | Maurermeister in Trtemeszno                                      |                            |
| Landgemeinden            | der Kreise Adelnau, Krotoschin, und Schildberg     | Franz Wroblewski                    | Mühlenbesitzer in Niesob-Mühle                                   |                            |
| Landgemeinden            | der Kreise Birnbaum, Bomst, und Meseritz           | Christian Jackel                    | Eigentümer und Schulze in Tarnowo                                |                            |
| Landgemeinden            | der Kreise Fraustadt, Kosten, und Kröben           | Anton Koszewski                     | Grundbesitzer und Gastwirt in Kielczewo                          |                            |
| Landgemeinden            | der Kreise Buk, Obornik, Posen und Samter          | Theodor Jordan                      | Vorwerksbesitzer in Chomecice                                    |                            |
| Landgemeinden            | der Kreise Schrimm, Schroda, Wreschen und Pleschen | Joseph von Swinarski                | Gutsbesitzer in Szamarzewo                                       |                            |
| Landgemeinden            | der Kreise Bromberg, Schubin, und Wirsitz          | Wilhelm Karow                       | Gutsbesitzer in Nowa Erectia                                     |                            |
| Landgemeinden            | der Kreise Czarnikau, Chodziesen und Wongrowiec    | Peter Hoffmayr                      | Gutsbesitzer in Niekosken                                        |                            |
| Landgemeinden            | der Kreise Gnesen, Inowrazlaw und Mogilno          | Johann Nepomucen Budzynski          | Gutsbesitzer in Kleryka                                          |                            |
| Landgemeinden            | der Kreise Gnesen, Inowrazlaw und Mogilno          | Jacon Miech                         | Grundbesitzer in Klein Piecki                                    |                            |